# قائمة زملاء الجمعية الملكية المنتخبين في 1697
هذه الصفحة تعرض قائمة زملاء الجمعية الملكية المُنتخبين لعام 1697.

## الزملاء
- أبراهام دي موافر
- John Hutton (physician) [الإنجليزية]‏
- Ralph Thoresby [الإنجليزية]‏
- George Stepney [الإنجليزية]‏